# Troides andromache
Troides andromache is een vlinder uit de familie van de pages (Papilionidae). De wetenschappelijke naam van de soort is voor het eerst geldig gepubliceerd in 1892 door Otto Staudinger.